# Carlsberg-Forschungszentrum

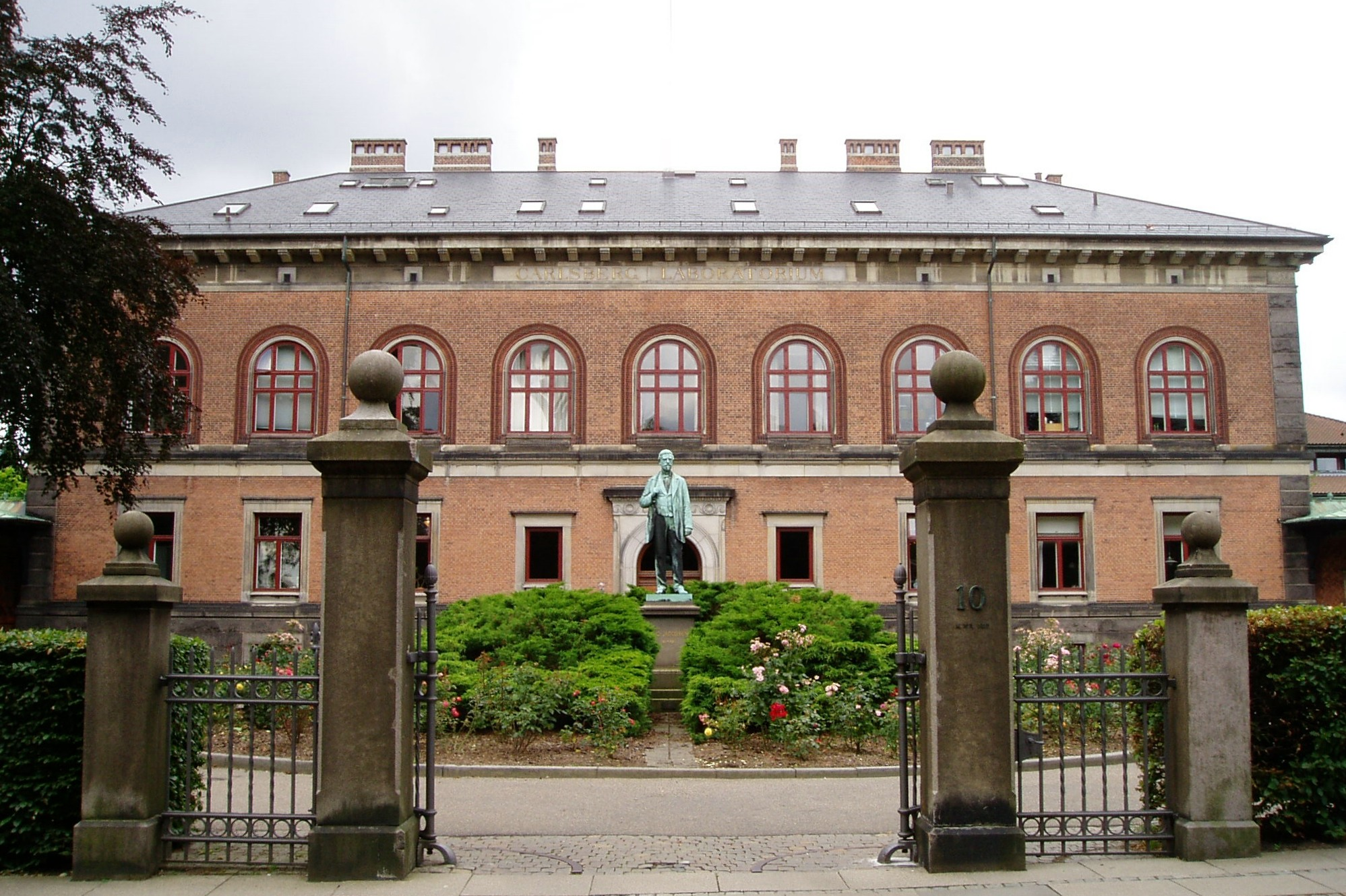
Gebäude des Carlsberg-Forschungszentrums

Das Carlsberg-Forschungszentrum, offizieller Name seit 2015: Carlsberg Research Laboratory,  ist eine zur dänischen Carlsberg-Brauerei gehörende Forschungseinrichtung mit Sitz in Kopenhagen.
Schwerpunkt der Aktivitäten ist die anwendungsorientierte Forschung im Bereich der Naturwissenschaften, insbesondere der Chemie und der Biotechnologie, mit einem besonderen Bezug zum Brauereiwesen und der Nutzung von Fermentationsprozessen für industrielle Zwecke, wozu das Forschungszentrum auch eine Hefebank unterhält.

## Geschichte
Der Ausgangspunkt des Forschungszentrums war das Carlsberg-Laboratorium, das im Mai 1875 als Teil der Carlsberg-Stiftung mit zwei Abteilungen für Chemie und Physiologie gegründet wurde. Nach der Fusion der Carlsberg-Brauerei mit der Tuborg-Brauerei im Jahr 1972 wurden die Forschungseinrichtungen beider Firmen in Form des Carlsberg-Forschungslabors zusammengelegt. Nach dem Wechsel der Zuständigkeit für das Carlsberg-Laboratorium von der Stiftung zur Brauerei entstand vier Jahre später das Carlsberg-Forschungszentrum, dem seitdem das Carlsberg-Laboratorium und das Carlsberg-Forschungslabor angehören. Die zwei Abteilungen des Carlsberg-Laboratoriums wurden 2004 neu gegliedert in sechs themenübergreifende Forschungsbereiche.
Wichtige Forschungsergebnisse in der Geschichte des Carlsberg-Forschungszentrums waren die Entwicklung der Kjeldahlschen Stickstoffbestimmung durch Johan Kjeldahl, Direktor der chemischen Abteilung des Carlsberg-Laboratoriums von 1876 bis 1900, die Entwicklung einer Methode zur Reinkultur von Hefen durch Emil Christian Hansen, Direktor der physiologischen Abteilung von 1879 bis 1909, sowie die Etablierung der pH-Wert-Skala durch Søren Sørensen, Direktor der chemischen Abteilung von 1901 bis 1938.
Das Laboratorium gab unter den Titeln „Meddelelser fra Carlsberglaboratoriet“, „Comptes-rendus des travaux du Laboratoire Carlsberg. Série Chimique“ (1935 bis 1958), „Comptes rendus des travaux du Laboratoire Carlsberg. Série Physiologique“ (1934 bis 1957) „Comptes rendus des travaux du Laboratoire Carlsberg“ (1958 bis 1976) und „Carlsberg Research Communications“ (1976 bis 1989) eigene wissenschaftliche Zeitschriften heraus.

## Organisation und Ausrichtung
Bis 2015 bestand das Forschungszentrum aus zwei Einheiten, dem Carlsberg-Research Centre und dem Carlsberg-Laboratory. 2015 wurden die beiden Einheiten unter dem Namen Carlsberg Research Laboratory vereinigt.
Schwerpunkt der Arbeiten des Carlsberg-Forschungslabors ist dabei die Unterstützung der Carlsberg-Brauerei durch Forschung im Bereich der Chemie des Bierbrauens sowie der Entwicklung entsprechender analytischer Methoden. Die Ausrichtung des Carlsberg-Laboratoriums ist weitreichender und umfasst neben brauereibezogener Forschung auch Projekte in anderen Bereichen der industriellen Biotechnologie sowie in der biomedizinischen Forschung. Es gliedert sich in sechs Bereiche für Zellbiologie, molekulare Erkennungsprozesse, Enzymologie, Chemie der Kohlenwasserstoffe, Strukturbiologie, Hefebiologie sowie NMR-Technologie.
Den Skandinaviske Bryggerhøjskole nutzt die Bibliothek des Instituts.